# Jonathan Nanizayamo
Jonathan Nanizayamo (nacido en Tours, Indre y Loira, Francia, nacido el 21 de febrero de 1992) es un futbolista profesional francés de ascendencia burundesa. Juega de delantero y su actual equipo es el RC Lens. Mide 1,94 m y pesa 90 kg.
Delantero que destaca por su físico. Se formó en la cantera del Footbal Club de Nantes de la que fue fichado por la Real Sociedad en 2010 como una apuesta personal del director deportivo del club, Lorenzo Juarros. Entre 2010 y 2014 jugó con la Real Sociedad B en la Segunda División B, con la que disputó 55 partidos de liga, aunque solo llegó a marcar 2 goles. A pesar de tener unos números realmente pobres para un delantero centro llegó a ser convocado en una ocasión para un partido de Primera División con la Real Sociedad, sin llegar a debutar. 
En verano del año 2014, tras quedar libre de la Real, fichó por el PFC Beroe Stara Zagora, de la Ligue 2 búlgara por una temporada, equipo convenido con el CSKA Sofia. Antes había
estado a prueba, sin suerte, en dos equipos, el Southend United de la England League Two (cuarta división inglesa) y en el Universitatea Cluj de la primera división rumana. 
En invierno de 2015 rescinde su contrato para ir por lo que resta de temporada al Tours FC de la Ligue 2 francesa.
En julio de 2015 ficha por el RC Lens de la ligue 1 francesa por una temporada. Actualmente milita en el Paris FC.

## Clubes
| Club                   | País     | Año             |
| ---------------------- | -------- | --------------- |
| Real Sociedad B        | España   | 2010 - 2014     |
| PFC Beroe Stara Zagora | Bulgaria | 2014            |
| Tours FC               | Francia  | 2015            |
| RC Lens                | Francia  | 2015 - Presente |